# История Камчатского края

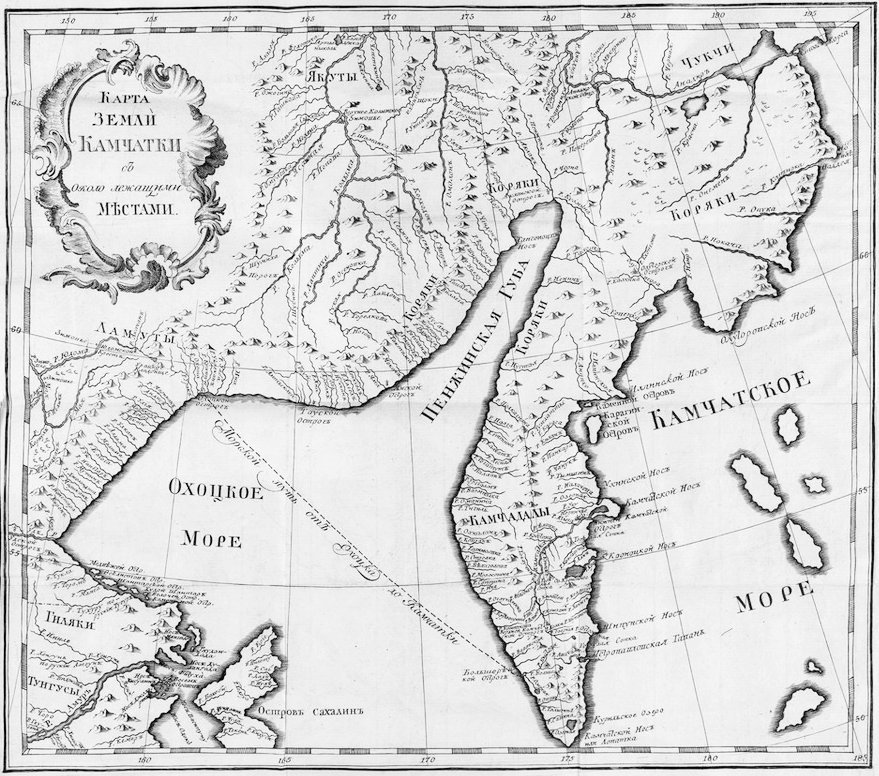
Карта Земли Камчатки с около лежащими местами. Из «Описания земли Камчатки» С. П. Крашенинникова

Камчатский край — субъект Российской Федерации, находящийся на крайнем востоке России, на полуострове Камчатка.

## История до прихода русских
Древнейшие археологические памятники в Камчатском крае относятся к позднему палеолиту (5 стоянок у Большого Ушковского озера).
Для слоя VII на участке Ушки I получены калиброванные даты 17 510 — 16 140 л. н., для слоя VII между стоянками Ушки I и Ушки IV — 13 710 лет назад.
Ранняя ушковская культура (15—14 тыс. л. н. или, возможно, позднее) характеризуется черешковыми наконечниками метательных орудий, бифасами листовидной формы (ножи и наконечники копий), овальными и концевыми скребками на отщепах, резцами, украшениями.
Бифасиальные метательные наконечники со стоянок Ушки на Камчатке и Большой Эльгакхан в Магаданской области возрастом 13—14 тыс. л. н., схожи с наконечниками из местонахождения Ненана в Волкер Роаде на Аляске.
На Центральной и Южной Камчатке во 2-1-м тыс. до н. э. распространена тарьинская культура. На основе тарьинской развивалась древнеительменская культура. Выделяется ранний этап (кроноцкий; 1-е тыс. н. э.) и поздний (2-е тыс. н. э.) со среднекамчатским (никульским) и южнокамчатским (налычевским) вариантами. Кроноцкий этап представлен наконечниками, ножами, скребками, острообушковыми тёслами и долотами с треугольным или асимметрично-выпуклым поперечным сечением, проколками с выделенными рукоятями, костяными и роговыми зубчатыми и поворотными наконечниками гарпунов, деталями нарт и ступательных лыж, изделиями из дерева, бересты, китового уса, травы, кожи. В позднем этапе появляются костяные наконечники с пазом для вкладышевого каменного острия, каменные тёсла с линзовидным сечением, грузила, железные ножи. В основе хозяйства ительменов рыболовство, охота на сухопутных и морских животных, птиц, собирательство.
Коренными жителями Камчатки считаются алюторцы, коряки и камчадалы, рыболовство, строганина.
Ко времени прихода русских на Камчатку в конце XVII века ительмены составляли основное её население, коренных жителей полуострова, насчитывалось около 13 тыс. человек. Резкий процесс обрусения привёл к тому, что в конце XVIII века ительменов-камчадалов (как называли их русские) насчитывалось около 3 тыс. человек, представлявших собой субэтнос русского народа. Ительмены употребляли орудия из камня, кости, рога и дерева. Средствами передвижения служили долблёные лодки, собачьи упряжки, скользящие лыжи, на охоте чаще использовали ступательные лыжи-ракетки.

## Российское освоение Камчатки

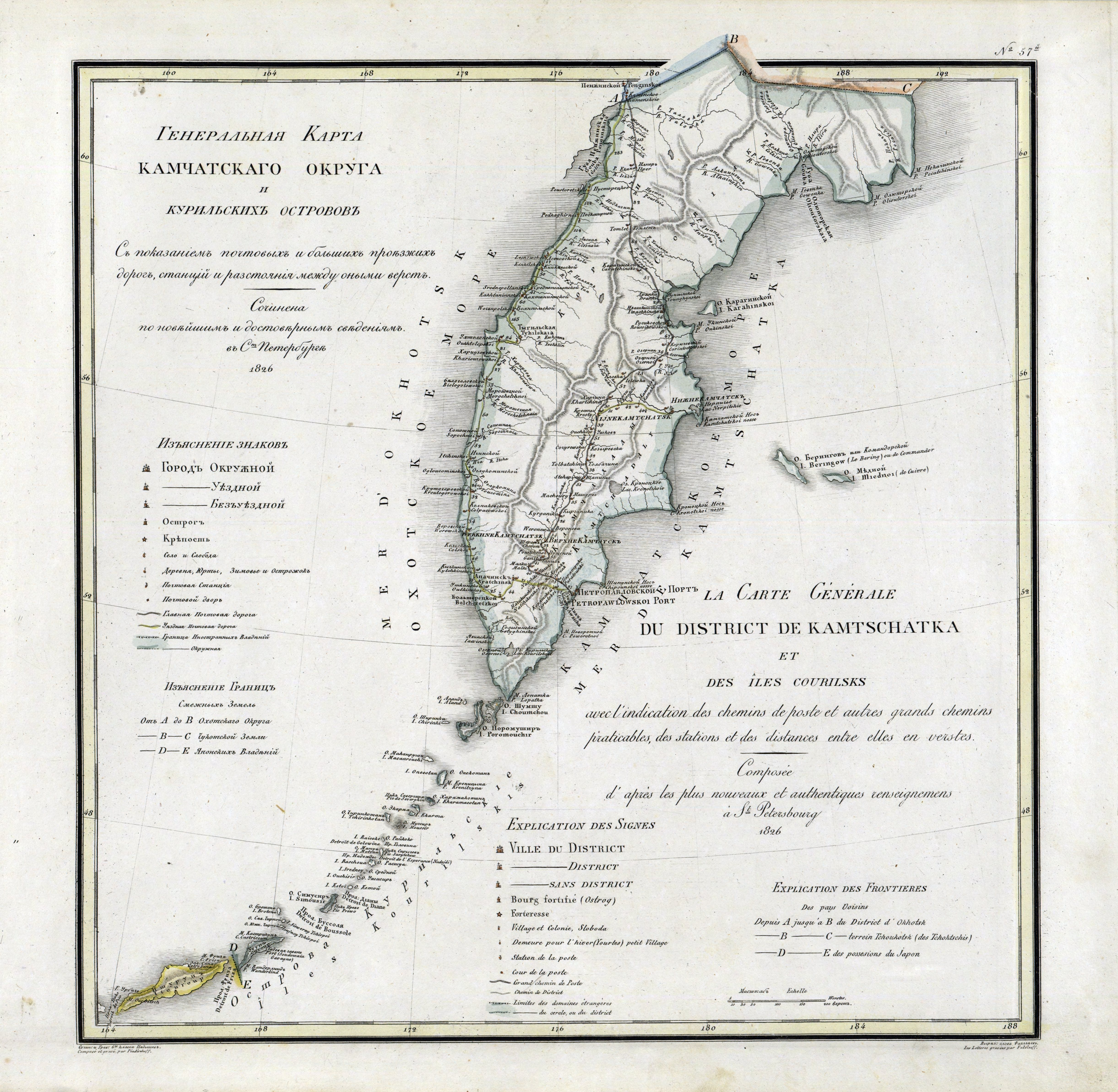
Камчатка на карте 1826 года

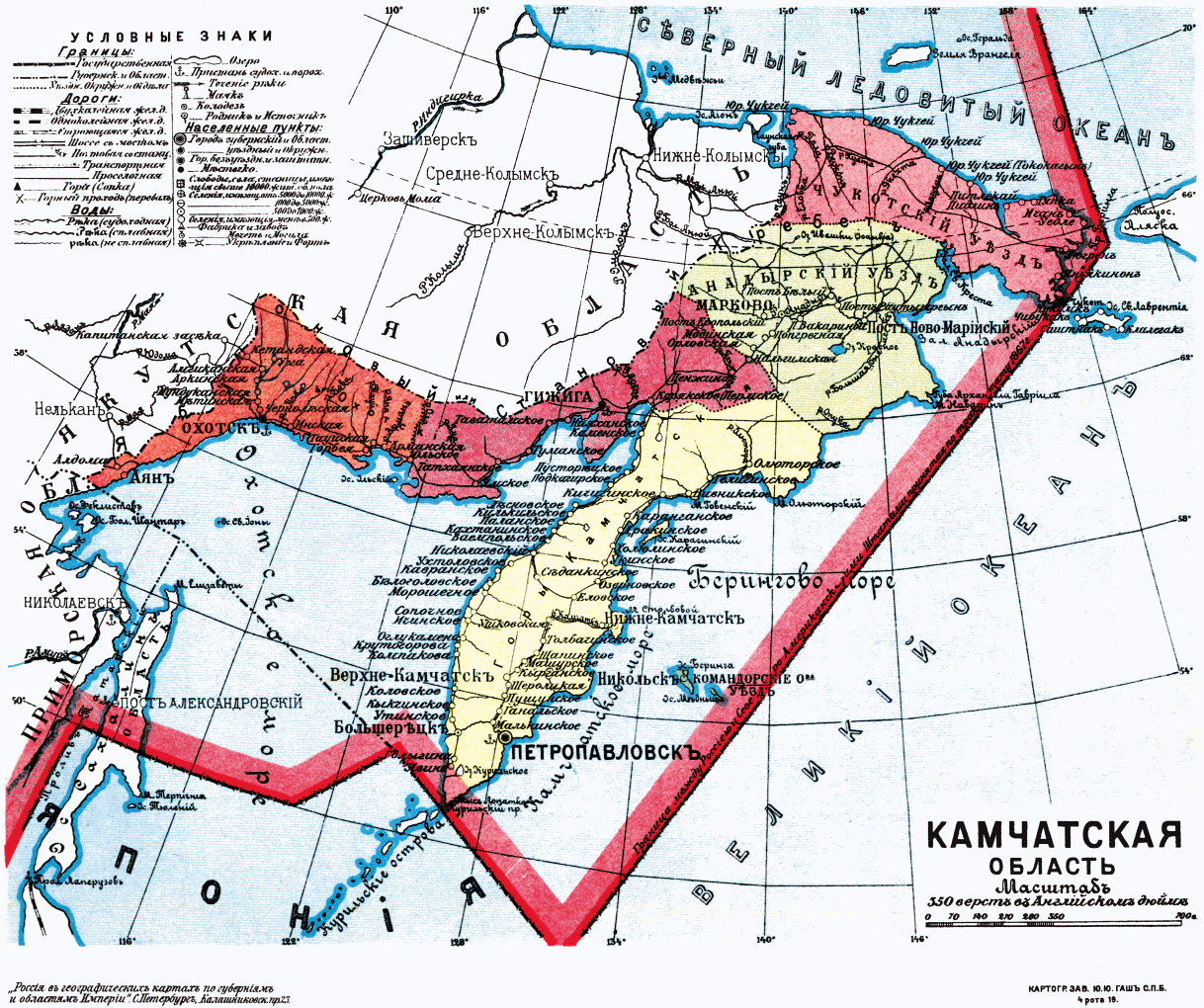
Камчатская область в 1913 году

Проникновение русских землепроходцев на земли полуострова Камчатка относится к середине XVII века (экспедиции М. В. Стадухина в 1650 году, И. М. Рубца (Бакшеева) в 1661—1663 годах и др.). Вглубь полуострова впервые прошла экспедиция В. В. Атласова (1697—1699), результатом её стали составленные Атласовым «скаски».
В 1708—1731 годах присоединённые камчатские земли входили в состав Якутского уезда Сибирской губернии. Наиболее крупные поселения: остроги Верхне-Камчатский, заложенный отрядом В. В. Атласова в 1697, Нижне-Камчатский, заложенный Т. Кобелевым в 1703 году и Большерецкий (в 1700-х годах). Однако местное население оказывало пришельцам зачастую ожесточённое сопротивление. В 1700 году коряки уничтожили отряд Потапа Сюрюкова, а в 1705 году — отряд сына боярского Федора Протопопова. В 1708 году 7 человек в отряде Петра Чирикова из 17 были коряками убиты. 6 августа 1714 года после осады была взята штурмом крепость коряков Большой Посад.
Экспедиции на Камчатку продолжались в течение всего XVIII века: Большой Камчатский наряд (1718—1719), экспедицией Беринга открыты Командорские острова (1741). Работы по изучению земель полуострова велись Камчатскими экспедициями, Северо-восточной секретной экспедицией П. К. Креницына — М. Д. Левашова (1768—1769) и Северо-восточной географической и астрономической морской и сухопутной экспедицией И. И. Биллингса — Г. А. Сарычева (1785—1794).
С 1731 года по 1783 год Камчатка входила в состав особой области Иркутской губернии — Охотского Приморского управления (административный центр  — сначала Охотск, а с 1753 года — Анадырский острог) и управлялась «командирами Камчатки», резиденцией которых были попеременно Большерецк, Верхнекамчатск, Нижнекамчатск. 
В 1740 году экспедиция Витуса Беринга заложила Петропавловск-Камчатский — административный центр современной Камчатки. 
С 1783 года года Камчатка входила в состав Нижнекамчатского уезда Охотской области Иркутской губернии.
В 1803 году впервые была образована Камчатская область, которая затем многократно меняла юрисдикции.
В 1820 году было открыто почтовое сообщение Охотск — Петропавловск, но почта в Петропавловск доставлялась лишь дважды в год — один раз зимой, второй летом.
В ходе Крымской войны гарнизон Петропавловска-Камчатского под командованием генерал-майора В. С. Завойко 18—24 августа (30 августа—5 сентября) 1854 года отразил нападение англо-французской эскадры из 6 кораблей, разбив высаженный ею десант на Никольской сопке. В марте 1855 года в Петропавловске получили приказ губернатора об эвакуации защитников и военного имущества города («покинуть Петропавловск при первой же возможности»). Согласно полученным инструкциям, коренным жителям местности рекомендовалось уйти на север. Город оставался заброшен до окончания Крымской войны в 1856 году.
Во время русско-японской войны 1904-05 годов японцы несколько раз высаживали десанты на Камчатке, 1 августа 1905 года два японских крейсера обстреляли Петропавловск. Оборону Камчатки возглавил петропавловский уездный начальник А. П. Сильницкий, который сформировал ополчение.
В 1910 году начались работы по сооружению телеграфной линии от Охотска до Петропавловска, но все деньги, ассигнованные на сооружение этой линии, были израсходованы ещё тогда, когда работы были выполнены только на треть, а начавшаяся в 1914 году Первая мировая война не позволила выделить дополнительные ассигнования. В 1908 году Совет министров издал распоряжение: «Незамедлительное установление связи с городом Петропавловском-Камчатским есть дело настоящей важности. Необходимо прибегнуть к помощи беспроволочного телеграфа и соорудить телеграфные станции в городах Николаевск-на-Амуре и Петропавловск-на-Камчатке». 10 ноября 1910 года между Николаевском-на-Амуре и Петропавловском-Камчатским открылось радиотелеграфное сообщение.

### Православие на Камчатке
Предыстория Камчатской епархии, по данным исследователей XVIII—XIX веков, ещё заставших утраченные к настоящему времени архивы, начинается с 1705 года. Вместе с тем есть сведения, что ещё с конца XVII века аборигенов полуострова крестили казаки, но не в рамках апостольского служения, а с целью более эффективного покорения инородцев. Причем аборигены демонстрировали разную степень готовности к таинству крещения, подлинное значение которого оставалось для них скрытым.
С начала XVIII века на полуострове появляются священники. В 1705 году митрополитом Тобольским и всей Сибири на Камчатку для распространения христианства был прислан архимандрит Мартиниан. Согласно данным якутского архива, был убит собственными людьми в 1717 или 1718 году. В 1713 году дворянином Иваном Енисейским на ключах у Горелой сопки была заложена церковь и туда же перенесен Нижнекамчатский острог, но во время восстания 1731 года всё было сожжено. В 1717 году принявшим монашество казаком Иваном Козыревским (в крещении Игнатием) недалеко от Нижнего острога была основана Успенская пустынь. Как отмечал историк А. Сгибнев (в середине XIX века), после наказания виновников бунта и ограничения взяточничества на Камчатке новые бедствия были навлечены на камчадалов местным духовенством, «состоявшим из людей грубых, невежественных и почти неграмотных, которые, по прекращении бунта, с особенным усердием взялись за распространение на полуострове христианства, употребляя к этому самые жестокие меры».
Получив в 1730 году донесение набожного В. И. Беринга о том, что на Камчатке только один поп, Сенат постановил построить на полуострове ещё 3 церкви и определить к ним священников, а также послать высшую духовную особу с образованием. При этом Сенат разрешил всех принявших православие иноверцев освободить на 10 лет от платежа ясака. В 1733 году Камчатка была отчислена от Тобольской епархии и причислена к Иркутской епархии. Незнание туземных языков, постоянные казачьи смуты и восстания туземцев не позволили миссионерам достичь особых успехов в крещении местных жителей. К 1741 году на Камчатке было три церкви: в Нижнекамчатском и Большерецком острогах и в Петропавловской гавани. По свидетельству Охотской канцелярии, с 1733 по 1741 год было окрещено 878 камчадалов. К 1744 году, по отчетам духовенства — до двух третей камчадалов, что составляло более 6000 человек. В 1742 году со званием архимандрита Камчатского на полуостров был назначен Иоасаф Хотунцевский. Архимандрит был до того жесток с туземцами и русскими служилыми, что получил от них название Антихриста. За малейшее несоблюдение церковных правил он наказывал всех плетьми до полусмерти перед церковью, истреблял суеверия и языческие традиции, кроме того, вмешивался во все дела, не входившие в круг его обязанностей. Вместе с тем Хотунцевский построил церкви в Верхнекамчатске, на реках Иче, Тигиле, Уке, около реки Ключевской. В трех главных острогах — Большерецком, Нижнекамчатском и Верхнекамчатском — были открыты школы.
Камчадалы достаточно безропотно выносили жестокости крещения, но когда проповедники пытались распространить христианство среди коряков, которые считали телесные наказания хуже смерти, начались новые бунты, в марте 1746 года восстало почти все туземное население. В 1750 году Хотунцевский, доложив Синоду, что все камчадалы окрещены и дело, порученное миссии, выполнено, выехал в Санкт-Петербург для посвящения в епископы. Начальство над миссией было передано иеромонаху Пахомию, служение которого на Камчатке продолжалось до 1761 года. В 1761 году на Камчатке было 8 церквей. Управителем камчатского духовенства назначается протоиерей Стефан Никифоров. Духовное управление на Камчатке называлось в этот период проповеднической свитой исходя из главной обязанности — распространять на полуострове христианство.
В конце 1770-х годов начинается продвижение православия в северную часть Камчатки, а с 1790-х годов — в Русскую Америку. В 1803 году Камчатка получает статус области, а Положением о Камчатке 1812 года областное правление заменяется властью в лице начальника Камчатки из флотских офицеров. Новой власти предписывается построение церкви в новом главном месте области (Петропавловский собор был построен и освящён в 1826 году), а также в Мильковской и Ичинской деревнях. В 1820 году в Петропавловском порту было открыто духовное училище из двух классов под попечительством начальника Камчатки. Согласно определению Святейшего синода, в 1822 году главное духовенство из Нижнекамчатска было также переведено в Петропавловскую гавань, и вместо проповеднической свиты учреждено Камчатское духовное правление. В 1840 году, была учреждена Камчатская епархия, в состав которой, помимо полуострова, вошли колонии Российско-американской компании, Охотская и Гижигинская области. Епископом Камчатским, Курильским и Алеутским был назначен только что принявший монашеский постриг Иннокентий Вениаминов. Главным местопребыванием епископа был назначен Новоархангельск (в настоящее время — Ситка — американский город, расположенный на острове Баранова Александровского архипелага (штат Аляска). В 1852 году в епархию входит Якутская область, и в 1853 года кафедра переводится в Якутск, в 1860 году отошедший к России по Пекинскому договору Приморский край входит в Камчатскую епархию, в 1862 году кафедра епархии переводится в Благовещенск, а в 1867 году Русская Америка была продана США. В 1870 году в Америке была учреждена самостоятельная архиерейская кафедра, и её епископ стал именоваться Алеутским и Аляскинским, камчатскому же епископу определено было называться Камчатским, Курильским и Благовещенским.
Известный исследователь В. И. Иохельсон отмечал, что лишь за малыми исключениями (миссионер Вениаминов) «… вся история деятельности православных миссионеров среди туземных народов Сибири не может быть названа почтенной». Основные причины такой характеристики деятельности миссионеров:
- малообразованность и грубость священников и монахов,
- незнание туземных языков,
- отсутствие у миссионеров качеств, необходимых для распространения моральных основ христианства,
- злоупотребления и вымогательства духовенства[20].

С 1907 года на Камчатке начинается миссионерская и просветительская деятельность иеромонаха Нестора. В 1916 году Синод учреждает самостоятельную Петропавловскую и Камчатскую епархию, и в этом же году Нестор становится епископом. В 1910 году Нестор реализует идею создания Камчатского Православного Братства. Два года спустя Нестор организует Первый Камчатский Миссионерский Съезд и создает единую Камчатскую Духовную Миссию. Существенная материальная помощь, собранная Братством на нужды Камчатки, позволила выстроить новые церкви и школы, приюты для детей оседлых и кочующих туземцев, больницу, походные аптеки и иные необходимые условия. Вместе с тем одной из важных причин неэффективности миссионерской деятельности по-прежнему являлось лексическое несоответствие языков аборигенов полуострова и языка православного богослужения. Нестор активно изучает культуру и обычаи туземцев, переводит на их языки христианские молитвы и проповеди, частично Евангелие. Его служение на Камчатке продолжается до 1919 года.
C установлением советской власти на Камчатке начинается борьба с верующими, репрессии в отношении священнослужителей. К 1936 году, из 37 молитвенных зданий Камчатской области закрыты все. По отчётам исполнительных органов, по судебным делам в отношении верующих — отдельные верующие и даже тайные православные общины существуют на протяжении практически всего советского периода. С конца 1980 года возрождается активное миссионерство на Камчатке, связанное с новой христианизацией населения. Упорядочивание этого процесса начинается в 1999 году, когда местный епархиальный совет решает вопрос «окормления общин, не имеющих настоятеля», добавляя к обязанностям городских священников ежемесячное посещение сельских общин полуострова.

## Революция и гражданская война
Известие о Февральской революции пришло в Петропавловск 5 марта 1917 года. На следующий день горожане на общем собрании образовали городской комитет общественной безопасности, который возглавил член окружного суда К. А. Емельянов.
После Октябрьской революции Совет рабочих, крестьянских и солдатских депутатов был создан лишь 10 декабря 1917 года. Его председателем был избран И. Е. Ларин.
29 апреля 1918 года был организован первый отряд советской милиции на Камчатке, насчитывавший 12 человек, который был единственной вооруженной силой, защищавшей Советскую власть.
В начале марта 1918 года группа промышленников и служащих собрали совещание, на котором было предложено объявить Камчатку автономным краем и даже независимой республикой. Они потребовали распустить петропавловский городской совет.
В ночь на 11 июля 1918 года в Петропавловске 29 казаков-камчадалов объединились со сторонниками комитета общественной безопасности, выбранного в 1917 году, и захватили власть в городе. Членов областного и городского Советов арестовали.
В начале 1919 года в Петропавловск прибыли представители колчаковского правительства.
10 января 1920 года колчаковцы в Петропавловске были свергнуты, власть перешла к военно-революционному комитету. В марте-апреле 1920 года в Петропавловске состоялся Первый чрезвычайный Петропавловский уездный съезд Советов рабочих, крестьянских и инородческих депутатов, на котором была провозглашена Советская власть на Камчатке. В апреле 1920 года Камчатка вошла в состав Дальневосточной республики.
Осенью 1920 года американский бизнесмен Вашингтон Вандерлип вёл переговоры с властями РСФСР о продаже или аренде Камчатки. В конце октября 1920 года был подписан предварительный договор, который предусматривал предоставление американцам концессии сроком на 60 лет на эксплуатацию природных богатств на Камчатке и в остальной части Восточной Сибири к востоку от 160-го меридиана. При этом договор вступал в силу только после признания Советской России со стороны США и восстановления нормальных дипломатических отношений между странами не позднее 1 июля 1921 года. Однако этого не произошло, и сделка не состоялась.
22 марта 1921 года согласно договору между Дальневосточной республикой и РСФСР Камчатская область была передана в состав РСФСР.
26 мая 1921 года во Владивостоке произошел переворот, приведший к там власти Временное Приамурское правительство. В сентябре 1921 года оно послало в Охотско-Камчатский край Северный экспедиционный отряд, которым командовал В. И. Бочкарев. 28 октября 1921 года один из кораблей этой экспедиции, военный буксир «Свирь», подошёл к Петропавловску. Представители Советской власти без боя отступили в глубь Камчатки. 11 ноября 1921 года в Петропавловск прибыл Особоуполномоченный Временного Приамурского правительства Х. П. Бирич.
12 апреля 1922 года в Мильково открылся «Второй чрезвычайный Петропавловский уездный съезд», созванный большевиками. Он вынес резолюцию, предлагавшую «Биричу и компании» немедленно убраться из пределов Камчатки, в противном случае «съезд приступает к ликвидации их силой оружия». Были созданы партизанские отряды, которые осуществили несколько дерзких вылазок. 22 июня 1922 года партизанами был убит комендант Петропавловска подпоручик П. Поярков.
25 октября 1922 года Владивосток заняла красная 5-я Дальневосточная армия. 2 ноября 1922 года канонерская лодка «Магнит» и пароход «Сишан» с представителями Временного Приамурского правительства покинули Петропавловск. 10 ноября 1922 года красные партизаны без боя заняли город.
Американский историк Стефан писал о японском промысле на Камчатке в 1919—1924 годов: «Рыбаки и служащие консервных фабрик носили оружие и выставляли пикеты. Японские военные корабли стояли на якоре у берегов Озерного и Петропавловска, имея на борту подразделения морских пехотинцев, готовые к высадке в случае, если их соотечественникам потребуется помощь».
В 1917—1924 годах на долю японцев приходилось около 99 % всей рыбы, выловленной у берегов Камчатки, и 77 % рыбы, выловленной в камчатских реках.
В 1923 году японские корабли навсегда покинули Петропавловский порт, но присутствие их военных кораблей в территориальных водах Камчатки продолжалось до середины 1943 года.

## Советский период
Камчатская область была образована 20 октября 1932 года в составе Хабаровского края.
22 июля 1934 года Всероссийский Центральный Исполнительный Комитет постановил включить в состав Камчатской области Чукотский и Корякский национальные округа.
В августе 1938 года в Тарьинской бухте Авачинской губы была создана база дизельных подводных лодок. Именно с этого времени будущий Вилючинск стал городом подводников.
В 1933—1945 годах широкий японский промысел в водах Северных Курил стал одной из причин значительного падения запасов лососей на западном побережье Камчатки.
В годы Великой Отечественной войны Камчатка была тыловой, хотя и приграничной, территорией СССР. Передним краем Камчатка стала лишь с началом скоротечной советско-японской войны как завершающей части Второй мировой войны.
17 августа 1945 года из Петропавловска-Камчатского в открытое море вышли суда с десантом для овладения Курильскими островами. 18 августа началась высадка передового отряда десанта на первый курильский остров Шумшу, овладение которым стало самой кровопролитной битвой всей десантной операции на Курилы.
Начиная с 1950 года стал интенсивно развиваться морской дрифтерный промысел лососей, быстро нарастали численность флота и объёмы вылова. В результате этой экспансии в 1950-е-1970-е гг. дрифтерный японский промысел изымал больше лососей, чем береговой советский, он был одним из главных факторов снижения их запасов, усугубив естественное снижение численности, обусловленное климатическими изменениями в северном полушарии.
На Камчатке резко сократилось производство консервов, начался резкий упадок всей камчатской рыбной промышленности. Население рыболовецких и заводских посёлков осталось без работы. Было законсервировано 23 рыбокомбината, 25 РКЗ, 18 холодильников, 36 рыбоперерабатывающих береговых баз, 7 моторно-рыболовных станций.
8 февраля 1956 года Советский Союз ввёл запрет на ловлю рыбы иностранными судами в морях, прилегающих с юга и с востока к Камчатке. Но уже 14 мая того же года в результате переговоров с японской стороной это постановление было отменено. Это было сделано для того, чтобы нормализовать советско-японские политические отношения.
С 23 января 1956 года Камчатская область стала самостоятельной административной единицей, на её территории находился и Корякский автономный округ.
Между тем японский океанический лов лососей и сопутствующее ему разорение Камчатки продолжались. В период с 1957 по 1970 годы на Камчатке было упразднено 48 населённых пунктов, население которых было занято в рыболовном промысле.
Период интенсивного морского японского дрифтерного промысла лососей совпал по времени с ухудшением условий морского нагула лососей, что привело в 1960—1970 гг. к падению уловов лососей во всём СССР.
Такая ситуация вызвала необходимость принятия ряда мер на межправительственном уровне (введения 200-мильных зон).
В 1976 году СССР вслед за другими имеющими выход к морю государствами установил у своего побережья двухсотмильную экономическую зону, и в распоряжение советских рыбаков перешло камчатское Охотоморье и прилегающая к Камчатке полоса Тихого океана. Принятые меры (наряду с улучшением условий океанического нагула, вызванным климатическими изменениями, которые происходили в конце 1970—1980 гг.), обусловили рост запасов лососей в Северной Пацифике.
В 1978 году Советский Союз запретил Японии лов рыбы в своей исключительной экономической зоне (200 миль от побережья).

## Постсоветский период
23 октября 2005 года был проведён референдум по объединению Камчатской области и Корякского автономного округа. Население поддержало объединение регионов.
7 июля 2006 года Совет Федерации одобрил закон «Об образовании в составе Российской Федерации нового субъекта РФ в результате объединения Камчатской области и Корякского автономного округа».
В результате образовался новый субъект Российской Федерации, который с 1 июля 2007 года носит название Камчатский край, в составе края создана административно-территориальная единица с особым статусом — Корякский округ.